# 3388 Tsanghinchi
3388 Tsanghinchi је астероид главног астероидног појаса са средњом удаљеношћу од Сунца која износи 2,365 астрономских јединица (АЈ).
Апсолутна магнитуда астероида је 12,8.